# 小林秀章
小林 秀章（こばやし ひであき、1962年 - ）は、「セーラー服おじさん」として知られるシステムエンジニアであり、特許権者である。写真家としての活動もある。東京都中野区在住。

## 概要
活動はインターネット上で話題になり、多くのメディアで「セーラー服おじさん」として取り上げられている。CNNのインタビューにも答えたことがある。
桐朋中学校・高等学校卒業後、一浪して1982年に早稲田大学理工学部数学科に進学。1988年に修士課程修了。同年より印刷会社にてソフトウェアエンジニアとして勤務する。
2008年、知人との花見の席で初めて人前でセーラー服を着たが、その場限りものであった。その後、『ローゼンメイデン』をきっかけにデザインフェスタに人形を撮影した写真を出展。すると、以前に知り合っていた女装家のキャンディ・ミルキィが2010年5月の同イベントの自身のブースに立ち寄ることが分かり、「こちらもそれなりの格好でお迎えしよう」と考え、同イベントでセーラー服を着用し、その後の同イベント出展時にもセーラー服を着用し続けた。
さらに、2011年6月、神奈川県のラーメン店で「30歳以上でセーラー服を着て来店したらラーメン一杯タダ」という企画に乗っかったことをきっかけに、休日の外出時にもセーラー服を着るようになった。小林の格好については賛否がありながらも、次第に見かけると幸せになれるという都市伝説が広まり、記念撮影を求められるようになった。